# Mid-Eastern Athletic Conference
La Mid-Eastern Athletic Conference (MEAC) es una de las conferencias que componen la División I de la NCAA, dentro de la subdivisión FCS. Sus miembros son universidades tradicionalmente de estudiantes afroamericanos, y pertenecen a estados del Sureste de Estados Unidos.

## Deportes
Las universidades compiten en los siguientes deportes:
| - Atletismo (Masc. y fem.) - Atletismo cubierta (Masc. y fem.) - Baloncesto (Masc. y fem.) - Béisbol (Masc.) |  | - Bolos (Fem.) - Campo a través (Masc. y fem.) - Fútbol americano (Masc.) - Golf (Masc.) |  | - Sóftbol (Fem.) - Tenis (Masc. y fem.) - Voleibol (Fem.) |

## Miembros

### Miembros actuales
Actualmente son 11 las universidades que conforman la MEAC:
| Logo           | Institución                                                           | Localización                   | Fundada        | Tipo           | Equipo         | Año de unión   |                |
| División Norte | División Norte                                                        | División Norte                 | División Norte | División Norte | División Norte | División Norte | División Norte |
| -------------- | --------------------------------------------------------------------- | ------------------------------ | -------------- | -------------- | -------------- | -------------- | -------------- |
|                | Universidad Estatal de Coppin                                         | Baltimore, Maryland            | 1900           | Pública        | Eagles         | 1985           |                |
|                | Universidad Estatal de Delaware                                       | Dover, Delaware                | 1891           | Pública        | Hornets        | 1970           |                |
|                | Universidad Howard                                                    | Washington D. C.               | 1867           | Privada        | Bison          | 1970           |                |
|                | Universidad de la Orilla Oriental de Maryland                         | Princess Anne, Maryland        | 1886           | Pública        | Hawks          | 1970 1981      |                |
|                | Universidad Estatal de Morgan                                         | Baltimore, Maryland            | 1867           | Pública        | Bears          | 1970 1984      |                |
|                | Universidad Estatal de Norfolk                                        | Norfolk, Virginia              | 1935           | Pública        | Spartans       | 1997           |                |
| División Sur   |                                                                       |                                |                |                |                |                |                |
|                | Universidad Bethune-Cookman                                           | Daytona Beach, Florida         | 1904           | Privada        | Wildcats       | 1979           |                |
|                | Florida A&M University                                                | Tallahassee, Florida           | 1887           | Pública        | Rattlers       | 1979 1986      |                |
|                | Universidad Estatal de Carolina del Norte de Agricultura y Técnologia | Greensboro, Carolina del Norte | 1891           | Pública        | Aggies         | 1970           |                |
|                | Universidad Central de Carolina del Norte                             | Durham, Carolina del Norte     | 1910           | Pública        | Eagles         | 1970 2010      |                |
|                | Universidad Estatal de Carolina del Sur                               | Orangeburg, Carolina del Sur   | 1896           | Pública        | Bulldogs       | 1970           |                |

#### Miembros de Salida
| Institución                                                           | Localidad                      | Tipo    | Equipo deportivo | Año de salida | Conferencia de traslado          |
| --------------------------------------------------------------------- | ------------------------------ | ------- | ---------------- | ------------- | -------------------------------- |
| Universidad Bethune-Cookman                                           | Daytona Beach, Florida         | Privada | Wildcats         | 2021          | Southwestern Athletic Conference |
| Florida A&M University                                                | Tallahassee, Florida           | Pública | Rattlers         | 2021          | Southwestern Athletic Conference |
| Universidad Estatal de Carolina del Norte de Agricultura y Técnologia | Greensboro, Carolina del Norte | Pública | Aggies           | 2021          | Big South Conference             |

### Miembros Asociados
| Institución                          | Localidad            | Fundada | Tipo    | Equipo deportivo | Año de unión | Deporte(s)       | Conferencia primaria               |
| ------------------------------------ | -------------------- | ------- | ------- | ---------------- | ------------ | ---------------- | ---------------------------------- |
| Universidad de Augusta               | Augusta, GA          | 1828    | Pública | Jaguars          | 2014         | Golf masculino   | Peach Belt Conference (Div. II)    |
| Universidad de Monmouth              | West Long Branch, NJ | 1933    | Privada | Hawks            | 2018         | Bowling femenino | Metro Atlantic Athletic Conference |
| Universidad de Alabama en Birmingham | Birmingham, AL       | 1969    | Pública | Blazers          | 2018         | Bowling femenino | Conference USA                     |

### Antiguos miembros
| Institución                          | Localización                      | Equipo  | Tipo    | Año de unión | Año de salida | Conferencia actual                                     |
| ------------------------------------ | --------------------------------- | ------- | ------- | ------------ | ------------- | ------------------------------------------------------ |
| Universidad Estatal de Winston-Salem | Winston-Salem, Carolina del Norte | Rams    | Pública | 2007         | 2010          | Central Intercollegiate Athletic Association           |
| Universidad Hampton                  | Hampton, Virginia                 | Pirates | Privada | 1995         | 2018          | Big South Conference                                   |
| Universidad Estatal de Savannah      | Savannah, Georgia                 | Tigers  | Pública | 2010         | 2019          | Southern Intercollegiate Athletic Conference (Div. II) |